# تشانغ تشي
تشانغ تشي (بالصينية: 张洁) (و. 1937  م) هي مؤلفة، وكاتِبة صينية، ولدت في بكين.

## التعليم
تعلمت في جامعة رنمين الصينية.

## روابط خارجية
- تشانغ تشي على موقع IMDb (الإنجليزية)
- تشانغ تشي على موقع مونزينجر (الألمانية)